# Velet
Velet ist eine Gemeinde im französischen Département Haute-Saône in der Region Bourgogne-Franche-Comté.

## Geographie
Velet liegt auf einer Höhe von 198 m über dem Meeresspiegel, drei Kilometer südwestlich von Gray und etwa 41 Kilometer westnordwestlich der Stadt Besançon (Luftlinie). Das Dorf erstreckt sich im Südwesten des Départements, in der Ebene von Gray, in der Talniederung der Saône, am Westrand der Forêt des Hauts Bois.
Die Fläche des 6,05 km² großen Gemeindegebiets umfasst einen Abschnitt des mittleren Saône-Tals. Die westliche Grenze verläuft stets entlang der Saône, die hier mit mehreren großen Schleifen durch eine Alluvialebene fließt. Die Ebene liegt durchschnittlich auf 185 m und weist eine Breite von ungefähr drei Kilometern auf. Vom Flusslauf erstreckt sich das Gemeindeareal ostwärts über die Talebene, die teils landwirtschaftlich genutzt wird und teils mit Wald bestanden ist (Bois de la Vaivre). Weiter im Osten steigt das Gelände leicht an zu einem Plateau, das aus Sedimenten des Tertiärs aufgebaut  ist. Die östliche Grenze wird durch den Waldrand der Forêt des Hauts Bois (Gemeindewald von Gray) markiert. Hier wird mit 241 m die höchste Erhebung von Velet erreicht.
Zu Velet gehört der Weiler La Grange-des-Carmes (215 m) am Rand der Forêt des Hauts Bois. Nachbargemeinden von Velet sind Gray-la-Ville im Norden, Gray im Osten, Esmoulins im Süden sowie Mantoche im Westen.

## Geschichte
Spuren eines neolithischen Siedlungsplatzes weisen auf eine sehr frühe Besiedlung des Gebietes hin. Im Mittelalter gehörte Velet zur Freigrafschaft Burgund und darin zum Gebiet des Bailliage d’Amont. Das Dorf war von Gray abhängig, doch hatte auch das Kloster Corneux Güter und Grundbesitz in Velet. Im Jahr 1363 wurde das Dorf von den Grandes Compagnies unter dem französischen König Johann II. zerstört. Zusammen mit der Franche-Comté gelangte Velet mit dem Frieden von Nimwegen 1678 definitiv an Frankreich. Kirchlich gehörte das Dorf stets zur Pfarrei Gray-la-Ville. Heute ist Velet Mitglied des 16 Ortschaften umfassenden Gemeindeverbandes Communauté de communes du Val de Gray.

## Bevölkerung
| Jahr                       | 1962 | 1968 | 1975 | 1982 | 1990 | 1999 |
| Einwohner                  | 313  | 332  | 383  | 410  | 426  | 445  |
| Quellen: Cassini und INSEE |      |      |      |      |      |      |

Mit 432 Einwohnern (2007) gehört Velet zu den kleinen Gemeinden des Département Haute-Saône. Nachdem die Einwohnerzahl in der ersten Hälfte des 20. Jahrhunderts deutlich abgenommen hatte (1891 wurden noch 433 Personen gezählt), wurde seit Beginn der 1960er Jahre wieder ein kontinuierliches Bevölkerungswachstum verzeichnet. Heute gehört Velet zum Agglomerationsraum Gray und ist mit der Nachbargemeinde Gray-la-Ville zusammengewachsen.

## Wirtschaft und Infrastruktur
Velet war lange Zeit ein vorwiegend durch die Landwirtschaft (Ackerbau, Obstbau und Viehzucht) und die Forstwirtschaft geprägtes Dorf. Heute gibt es verschiedene Betriebe des lokalen Kleingewerbes, vor allem im Baugewerbe und in einem Kieswerk. In den letzten Jahrzehnten hat sich das Dorf zu einer Wohngemeinde gewandelt. Viele Erwerbstätige sind deshalb Wegpendler, die in den größeren Ortschaften der Umgebung ihrer Arbeit nachgehen.
Der Ort liegt abseits der größeren Durchgangsachsen an einer Departementsstraße, die von Gray nach Apremont führt.